# La Playa (Lalaquiz)
La Playa es una localidad peruana ubicada en el distrito de Lalaquiz, perteneciente a la provincia de Huancabamba del departamento de Piura, al norte del Perú. 

## Ubicación
La Playa se ubica al noroeste de la provincia de Huancabamba, en el distrito de Lalaquiz, en el departamento de Piura.

## Demografía
En 2017 La Playa tenía una población de 19 habitantes.